# Олосага, Салустиано
Салустиа́но де Оло́сага и Альмандо́с (исп. Salustiano de Olózaga y Almandoz; 8 июня 1805, Ойон, Алава — 23 сентября 1873, Анген-ле-Бен) — испанский писатель, политик и председатель правительства Испании.

## Биография
Олосага изучал философию в Сарагосском университете и в Комплутенсе, а также юридические науки в Мадридском университете. После подавления волнений 1831 года он, будучи приверженцем либеральных взглядов, оказался в изгнании в Сен-Жан-де-Люз во Франции.
После смерти короля Фердинанда VII при Изабелле II Олосага вернулся в Испанию и в 1835 году был назначен губернатором Мадрида. На выборах 26 февраля 1836 года он был избран в парламент (Конгресс депутатов), где вплоть до своей смерти представлял интересы Логроньо, Мадрида, Альбасете, Севильи, Уэски, Альмерии и Сарагосы. Как секретарь конституционной комиссии, Олосага принимал активное участие в работе над конституцией Испании 1837 года. В этот период регентша Мария Кристина Бурбон-Сицилийская назначила Олосагу воспитателем к малолетней королеве Изабелле II. В 1840 году Олосага некоторое время исполнял обязанности мэра Мадрида.
Олосага подвергал критике продвигавшийся Марией Кристиной закон о городском управлении и поддерживал прогрессивную политику Бальдомеро Эспартеро, а также присоединился к требованиям отставки регента в 1840 году. Когда Эспартеро стал регентом 18 мая 1841 года, Олосага был назначен послом в Париж, чтобы опровергнуть претензии, выдвигавшиеся находившейся в Риме бывшей регентшей против нового регента. В ноябре 1842 года Олосага вернулся в Испанию и председательствовал в парламенте до января 1843 года.
После свержения генерала Эспартеро в июле 1843 года Олосага председательствовал на заседании кортесов 8 ноября 1843 года, когда 13-летняя королева Изабелла II была досрочно объявлена совершеннолетней.
20 ноября 1843 года Олосага был назначен королевой главой правительства. Одновременно он исполнял обязанности министра иностранных дел. 29 ноября 1843 года Луис Гонсалес Браво обвинил Олосагу в намерении распустить парламент и использовать государственную власть для обеспечения власти королевы. В конце концов 5 декабря 1843 года Олосага был вынужден сложить полномочия председателя правительства и отправиться вновь во Францию. Он вернулся в Испанию в 1847 году. С июня до сентября 1856 года Олосага вновь служил послом Испании в Париже.
В сентябре-октябре 1868 года Олосага входил в круг политиков, поддерживавших генерала Хуана Прима и революцию, приведшую к отречению Изабеллы II. Спустя год Олосага выступил одним из основных авторов новой конституции, которая предусматривала конституционную монархию и принца Амадеуса на испанском троне.
С 4 апреля по 2 октября 1871 года Олосага вновь возглавлял парламент, а затем до своей смерти находился на должности посла Испании в Париже.
11 апреля 1851 года Олосага был назначен членом Королевской исторической академии. Олосага является автором ряда исторических и научных трудов.